# Колчак, Василий Иванович
Васи́лий Ива́нович Колча́к (1 (13) января 1837, Одесса — 4 апреля 1913, Санкт-Петербург) — русский генерал, участник Крымской войны. Крупный специалист в области артиллерии.

## Биография
Родился 1 (13) января 1837 года в Одессе. Учился в лицейской Ришельевской гимназии. В 1854 году поступил на службу юнкером в морскую артиллерию.
Во время Севастопольской кампании в 1855 году был отправлен конвоировать транспорт пороха с 1 тысячей пудов из Николаева в Севастополь. После сдачи пороха в Севастополе получил назначение на Малахов курган, где состоял помощником командира батареи на гласисе около башни. 4 августа того же года за сожжение фашин и туров, приготовленных французами для заложения ложементов перед гласисной батареей на Малаховом кургане, награждён знаком отличия Военного ордена. При последнем штурме Малахова кургана 26 августа был ранен, взят в плен французами и отправлен на Принцевы острова в Мраморном море.
После возвращения из плена В. И. Колчак окончил курс в институте горных инженеров и был командирован на уральские горные заводы для практических занятий металлургией. В 1863 году назначен на Обуховский сталелитейный завод для приёма орудий и снарядов. Произведённый в 1889 году в генерал-майоры, Колчак вышел в отставку, но остался на Обуховском заводе заведующим сталепудлинговой мастерской и продолжал служить на заводе до 1899 года, когда вышел в отставку.
Кроме специальных работ, в «Морском сборнике» были напечатаны его статьи: «На Малаховом кургане» и «История Обуховского сталелитейного завода в связи с прогрессом артиллерийской техники» (обе в 1894 году). В 1904 году Колчаком изданы его воспоминания о Севастопольской кампании под названием «Война и плен».
Сын Василия Ивановича — Александр Васильевич Колчак, адмирал, участник русско-японской и Первой мировой войн, во время Гражданской войны был руководителем Белого движения и Верховным Правителем России.
Скончался 4 апреля 1913 года в Санкт-Петербурге.

## Адреса в Санкт-Петербурге
- 1909 — Невский проспект, 170, кв. 2[2]
- 1910—1912 — Таврическая улица, 1, кв. 34[3][4][5]
- 1913 — Старорусская улица, 3[6]